# Supaplex
Supaplex je arkádová počítačová hra, kterou vytvořili Michael Stopp a Philip Jespersen z Dream Factory.[zdroj?]
První hra tohoto typu se jmenovala Boulder Dash, přičemž Supaplex byl prvním klonem, který z tohoto typu žánru nabídnul prakticky vše. Od pouhoprostého sbírání diamantů a vyhýbání se kamenům se v Supaplexu najednou objevily společně s velmi slušnou grafikou a skvělým designem (prostředí hry je tvořeno počítačovým hardwarem) i desítky nových možností, které dodaly hře lepší hratelnost.
Dalším inovujícím prvkem, do té doby v herním světě naprosto neobvyklým, byla možnost zakládat si ve hře účty, kdy každý uživatel měl pouze jeden a postupování mezi levely bylo závislé na účtech. Pokud hráč stihl ve velmi krátkém čase, jeho čas a účet se zapsaly do High-Score.
V roce 2013 vznikla upravená verze hry Supaplex.

## Prvky ve hře
Základem je prázdná plocha, ve které se hráč pohybuje s červenou kuličkou jménem Murphy.
Pro dokončení levelu je nutné posbírat určitý počet tzv. infotronů (většinou všechny) a dojít k východu.

### Stěny
Ve hře je škála různých stěn: vodorovné, horizontální, zničitelné, nezničitelné, kluzké (kameny nedrží na jejich okrajích).

### Nástrahy
Hru hráči ztěžují nástrahy, např. nůžky, hvězdičky, elektrizující pole atd.

### Překážky
Ve hře hráče čekají překážky jako jsou roury, které umožňují průchod jen v určitém směru. Dále tři druhy disket: oranžové, žluté a červené, které mají různé možnosti použití.